# عصفور زيتوني
العصفور الزيتوني هو نوع من العصافير الأمريكية من عائلة عصافير العالم الجديد. (ومن أسماءه الأخرى عصفور تكساس والعصفور الأخضر). من مناطق انتشاره بليز، كوستاريكا، غواتيمالا، هندوراس، المكسيك، نيكاراغوا، ومناطق تكساس الجنوبية (بما فيها مقاطعة فال فيرد (تكساس)، مقاطعة أتاسكوسا (تكساس)، مقاطعة نويسيز (تكساس)).
يبلغ طوله 15.5 سم، وهو العصفور الوحيد ذو ظهرٍ زيتوني اللون. له خط بارز بني على العين وتاج بني مقلّم، مع صدر برتقالي، وريش بطنه أبيض اللون، ومنقار مخروطي. يبدو العصفور الزيتوني شبيهاً بالطوهي أخضر الذيل، لكنه أصغر ويفتقر إلى القلنسوة صدئة اللون.
العصفور الزيتوني ليس طائراً مهاجراً، ويقيم في الأجمات والغابات الحرشية والغطاء الحي النامي تحت الأشجار الكبيرة على مستوى 6000 قدم عند مستوى سطح البحر. يطلق الذكر مقاطع تغريدية غير مألوفة شبيهة بعصافير المستنقعات.
يبني العصفور الزيتوني عشه على ارتفاع قدمين إلى خمسة أقدام فوق الأرض، ويكون كبيراً مصنوع من القش والأغصان واللحاء والأوراق والسيقان. تضع الأنثى من بيضتين إلى خمس بيضات في كل موسم (من آذار\مارس إلى أيلول\سبتمبر) وتكون بيضاء غير مبقّعة.